# Comuna Iezărenii Vechi, Sîngerei
Comuna Iezărenii Vechi este o comună din raionul Sîngerei, Republica Moldova. Este formată din satele Iezărenii Vechi (sat-reședință) și Iezărenii Noi.

## Demografie
Conform datelor recensământului din 2014, comuna are o populație de 1.773 de locuitori. La recensământul din 2004 erau 1.950 de locuitori.

## Administrație și politică
Componența Consiliului local Iezărenii Vechi (11 consilieri), ales la 5 noiembrie 2023, este următoarea:
|  | Partid                                       | Consilieri | Componență | Componență | Componență | Componență | Componență | Componență | Componență | Componență | Componență |
|  | -------------------------------------------- | ---------- | ---------- | ---------- | ---------- | ---------- | ---------- | ---------- | ---------- | ---------- | ---------- |
|  | Partidul Liberal Democrat din Moldova        | 9          |            |            |            |            |            |            |            |            |            |
|  | Partidul Socialiștilor din Republica Moldova | 1          |            |            |            |            |            |            |            |            |            |
|  | Partidul Acțiune și Solidaritate             | 1          |            |            |            |            |            |            |            |            |            |